# 2077 Kiangsu
2077 Kiangsu este un asteroid din centura principală, descoperit pe 18 decembrie 1974 de Observatorul Zijinshan.